# 三好菜乃
三好 菜乃（みよし なの、2005年 (平成17年) 2月11日 - ）は、国際基督教大学に在学する日本の女子大学生タレント・アイドル。De-SOUND所属。
バラエティ番組『オールナイトフジコ』（フジテレビ系列）に「フジコーズ」として番組末期までレギュラー出演していた（3期生・学生番号24番）。

## 来歴
コロナ禍の高校生活で色んな経験ができずに卒業してしまい、大学生活は多くのことに挑戦したいと思っており、大学1年生の時に「オールナイトフジコ」を知り、オーディションに応募するも、SHOWROOM審査で落選。しかしながら、それでもやはりフジコーズのメンバーが輝いており、もう1度挑戦しようと思い、フジコーズの3期生オーディションに応募。合格し、2024年5月17日放送分から2025年3月22日の最終回まで「オールナイトフジコ」にフジコーズとしてレギュラー出演。
2025年6月12日、同月から株式会社De-LIGHTと業務提携したことを発表。同年7月14日、De-LIGHTが新設する音楽事務所「De-SOUND」に正式所属。また、De-SOUNDに同日入所した仲村星虹（元・USEN-NEXT I'moonのダンサー）・美波愛梨（『PRODUCE 101 JAPAN THE GIRLS』元練習生）、De-LIGHT系列事務所・株式会社R-UPからDe-SOUNDへ転籍した高岡薫（元AKB48）と共に新たに結成するアイドルグループ（仮称「123日後にデビューするアイドル」）のメンバーとなり、同年11月14日に同グループとしてデビューする予定。

## 人物
- 愛称はなのたん
- 趣味は海外旅行・美術館巡り
- 特技はピアノを弾くことで、3期生紹介の際に実際に生演奏を披露した。
- 好きな食べ物はステーキ・干し梅・さくらんぼ・いちご・もも
- 嫌いな食べ物は辛いもの
- 好きな言葉は明日やろうは馬鹿野郎[2]
- 「オールナイトフジコ」のMC陣の中で一番好きなのは森田哲矢（さらば青春の光）
- 得意料理はマカロニサラダ[5]

## 出演

### テレビ
- オールナイトフジコ（2024年5月18日 - 2025年3月22日、フジテレビ） - フジコーズとして

### ラジオ
- 情報モーニン!854（2024年10月22日 - 、TOKYO854くるめラ[注 2]） - 主に火曜日に不定期で出演[X 5]。
- DJ Tomoaki's Radio Show!（2024年10月24日、2025年5月22日、6月26日、下北FM[注 3]）[6]
- イマドキッキャンパスナイト（2024年11月3日、MBSラジオ）[7]
- 推しVacation（2025年5月22日、6月26日、7月24日、下北FM） - MC[X 6][8][6][9]

### 配信
- なのたんのあれもしたい!これもしたい!（2025年6月23日、7月29日＜予定＞、De-LIGHT公式YouTubeチャンネル）[5]

## その他の活動
- 「推しVacation」旅人 - 同じく元フジコーズの山下未愛と共に[10]